# 遊☆戯☆王
『遊☆戯☆王』（ゆうぎおう、YU-GI-OH!）は、高橋和希による日本の漫画、およびそれを原作としたメディアミックス作品。『週刊少年ジャンプ』（集英社）において、1996年42号から2004年15号まで連載された。2022年7月時点で電子版を含めたシリーズ累計発行部数は4000万部を突破している。

## 作品解説
気弱でいじめられっ子だった高校生、武藤遊戯。古代エジプトより伝わる闇のアイテム「千年パズル」を解いたことを発端として、心の中に別人格であるもう1人の遊戯（闇遊戯）を宿す。この人格が正義の番人となって、悪人に「闇のゲーム」を執行し、そのゲームに負ける、またはルールを破った者に恐ろしい「罰ゲーム」を与えていくというダークファンタジーおよびダークヒーロー（アンチヒーロー）の要素を持った物語。当の高橋和希によれば、本作のコンセプトは「主人公が絶対人を殴らない格闘モノ」。原作単行本第1巻には、「身の回りの"不思議"をテーマとする」という記述もある。ちなみに最初の頃は怪奇漫画を書こうと思っていた。元々、高橋は格闘漫画の執筆を希望していたが、自身が格闘ゲームを愛好していたこともあり、対面して闘うアナログゲームをモチーフとする発想に至り、担当編集であった瓶子吉久とともに1年をかけて企画を練りあげたという。
初期は一話完結式で、遊戯が毎回、悪人相手にさまざまなゲームを繰り広げていく内容であった。しかし、シャーディー編での人気低迷を受け、読者に好評だった架空のカードゲーム「マジック&ウィザーズ」を再登場させたことで、人気を回復。以降は、「マジック&ウィザーズ」を中心とした話にシフトしていくことになる。また、SFの要素も取り入れるようになっている。
『遊☆戯☆王』のテーマとして、原作者高橋和希は「友情」「死」「愛」を三本柱に、そこに「自立」というキーワードも含んでいるという。
『ジャンプ流!DVD付分冊マンガ講座(8) 2016年 5/2 号』では、作者のアトリエと共にWacomペンタブレットとPainterを用いた、デジタルペインティングが収録され、海馬瀬人のイラスト工程を見ることができる。

### 特別読切『TRANSCEND・GAME 遊☆戯☆王』
2016年公開の劇場版『遊☆戯☆王 THE DARK SIDE OF DIMENSIONS』と連動して、原作者・高橋が自ら執筆した読切作品『TRANSCEND・GAME 遊☆戯☆王』（トランセンド・ゲーム ゆうぎおう）が、『週刊少年ジャンプ』2016年19号（4月11日発売）、20号（4月18日発売）に2号連続で掲載された。原作漫画『遊☆戯☆王』の最終話である第343話の後で、劇場版の前日譚となる物語が描かれた。原作者・高橋が執筆した『遊☆戯☆王』作品が、同誌へ掲載されるのは、連載が終了した04年3月以来、12年ぶりとなる。
単行本化はされていないが、『遊☆戯☆王 THE DARK SIDE OF DIMENSIONS』のBlu-ray完全生産限定版に特典として『TRANSCEND・GAME 遊☆戯☆王』を掲載した冊子が付属した。

### マジック&ウィザーズ
「マジック&ウィザーズ」（以下、M&W）とは、本作に登場する架空のトレーディングカードゲームである。アメリカのウィザーズ・オブ・ザ・コースト社が発売している実在のカードゲーム『マジック:ザ・ギャザリング』（MtG）をモチーフとしている。本作の初期ストーリーではさまざまなオリジナルゲームが登場し、カードゲームであるM&Wもその一つであったが、M&Wは本作に登場するゲームの中でも読者から特に大きな反響を呼んだため、結果として本作の作品性自体が初期のさまざまなゲームを駆使して悪を討つという設定から、「カードゲームに秘められた古代エジプトの神秘の力を巡る戦い」へと変遷し、中盤以降はカードゲーム専従の物語が展開するようになる。

## 売上記録
その突出した人気から、キャラクターグッズの一環で1998年にバンダイより『遊☆戯☆王カードダス』として、1999年にはコナミより『遊☆戯☆王オフィシャルカードゲーム デュエルモンスターズ』（遊戯王OCG）として二度実商品化されている。特にコナミから発売された遊戯王OCGは単なるキャラクターグッズの枠を超えた人気となり、2011年には累計販売枚数251億7000万枚を突破。「世界一販売枚数の多いトレーディング・カードゲーム」としてギネス認定されている。2013年3月には「参加人数が最も多いトレーディングカードゲームトーナメント」としてもギネス認定された。テレビゲームをはじめとした関連商品も数多く発売され、トレーディングカードゲームを題材した類似作品が国内外問わず多数発表されている。
2019年時点でのメディアミックス(全世界総収益)は198億$(2兆7000億円以上)を記録する超メガヒットコンテンツとなっている。

## 物語
作者は学園編、DEATH-T編、RPG編、決闘者の王国編、D・D・D編、バトルシティ編、王の記憶編の全7章としている。

### 学園編
- 第1巻（遊闘1） - 第4巻（遊闘25）、第5巻（遊闘41） - 第6巻（遊闘49）

ゲーム好きな高校生武藤 遊戯は、ゲーム屋店主の祖父・双六から貰った、誰も解いたことのない古代エジプトの秘宝「千年パズル」を8年間も組み立て続けていたが、気弱な遊戯を嫌う同級生の城之内 克也はパズルのピースを盗み、プールへ投げ捨ててしまう。後日、城之内は風紀委員の牛尾とトラブルになるが、そこで今まで虐めていた遊戯に庇われたことで彼を見直し、ピースを回収して双六の元へ届ける。最後の1ピースを取り戻した遊戯がパズルを解くことに成功したその瞬間、ゲームの天才としての技量を身につけた大胆不敵なもう一つの人格（もう一人の遊戯・闇遊戯）が覚醒する。闇遊戯は遊戯と城之内から金を巻き上げようとしていた牛尾に「闇のゲーム」を仕掛け、敗北した牛尾に「罰ゲーム」を下して成敗する。以降、遊戯自らも気が付かないままに闇遊戯は表出し、世の中にはびこるならず者に闇のゲームを挑み、恐ろしい罰ゲームを科していく闇の番人となる。また、遊戯と城之内はこの一件で無二の親友となり、遊戯の幼馴染の真崎 杏子や、城之内の悪友本田 ヒロトも加えて、様々なゲームで遊ぶようになる。
そんなある日、カードゲーム「M&W（マジック＆ウィザーズ）」をプレイしていた遊戯は、M&Wの強豪で同級生の海馬 瀬人に、双六の大切なカード「青眼の白龍（ブルーアイズ・ホワイトドラゴン）」を盗まれる。遊戯の心を傷つけた海馬を倒し、ブルーアイズを奪い返すため、闇遊戯はM&Wで海馬に勝負を挑む。
その後、遊戯はエジプトから訪れた謎の青年シャーディーとの出会いを経て、千年パズルに秘められた謎に足を踏み入れてゆくこととなる。

### DEATH-T編
- 第4巻（遊闘26） - 第5巻（遊闘40）

闇遊戯にM&Wで敗北した海馬は、遊戯に対する逆恨みから「DEATH-T（死のテーマパーク）」という復讐計画を遂行する。自身が社長を務める「海馬コーポレーション」の財力を用いてテーマパーク「海馬ランド」を建設していた海馬は、そこに設置された死のアトラクション「DEATH-T」に遊戯たちを招き入れる。海馬は、事前に拉致していた双六に「デュエルボックス」でデュエルを挑み、さらには敗北した双六の「青眼の白龍」を破り捨てたうえに、自身が体験した罰ゲームの擬似体験を老体の双六に冷徹にも下す。双六を助けるためDEATH-Tに挑むことになった遊戯たちは、海馬が仕掛ける危険なアトラクションや様々な刺客との闘いを潜り抜け、海馬の待つ最上階へと向かう。

### RPG編
- 第6巻（遊闘50） - 第7巻（遊闘59）

不思議な雰囲気を持つ美少年獏良 了が、遊戯たちのクラスに転校してくる。獏良は転校を繰り返し、自ら友達を作ろうとしない孤独な少年であった。獏良が所有する千年アイテムの1つ「千年リング」は、遊戯の千年パズル同様にもう一つの人格を宿していた。しかし、その人格は凶悪そのものであり、獏良の知らぬうちに彼の友人を次々と襲っており、獏良が転校を繰り返す原因となっていたのである。
何も知らない遊戯たちは、獏良を心配して彼の家を訪れる。獏良はかつての二の舞にならないために遊戯たちを拒絶するが、もう一つの人格「バクラ」によって肉体を乗っ取られる。バクラは遊戯たちを上手く欺き、彼らとTRPG「モンスターワールド」を開始する。だが、徐々にそれが命をも落としかねない闇のゲームであったことが明らかとなってゆく。ゲームのコマと一体化させられた遊戯たちは、モンスターワールドで絶対的支配者・ゲームマスターに君臨するバクラに命がけの勝負を挑む。この戦いの中で、遊戯は初めて闇遊戯と対面する。

### 決闘者の王国編
- 第7巻（遊闘60） - 第15巻（遊闘133）

M&W全国大会決勝戦をテレビで観戦する遊戯のもとに、M&Wの創造者であるペガサス・J・クロフォードから1通のビデオレターが届く。ビデオレターに映ったペガサスは、遊戯にビデオの中でデュエルを挑むと宣言する。困惑しながらもデュエルを開始する遊戯だが、1ターン目のやりとりで闇のゲームであることに気付き、闇遊戯が戦う。闇遊戯はペガサスの策略に苦しみながらもあと一歩のところまで追いつめるが、ビデオテープの時間切れによって敗北する。その罰ゲームとして、双六の魂がビデオテープに封印される。ペガサスは双六を助ける条件として、自らが主宰するM&W大会「決闘者の王国（デュエリストキングダム）」への参加を要求し、そして最後に自分が千年アイテムの1つ「千年眼（ミレニアム・アイ）」の所有者であることを告げる。遊戯は双六を救うため「王国」への参加を決意。一方、城之内は離れ離れに暮らす妹、川井静香から送られたビデオレターを見て、彼女が先天性の病気で近く失明すると知る。最先端の医療を受けさせて静香の目を治すと決めた城之内もまた、賞金を勝ち取るために王国に参加する。
ペガサス島で始まった「王国」には国内各地から名だたるデュエリストが集い、様々な思いが交錯するなか、遊戯たちはそれぞれの目標を果たすために激戦を勝ち抜いていく。そんな時、彼らの前に海馬の弟・モクバが現れ、ペガサスが海馬コーポレーション占領を企てていることを伝えるが、モクバはペガサスの手の者に拉致されてしまう。同じころ、DEATH-Tで闇遊戯の罰ゲームを受けて以来、意識不明の状態が続いていた海馬も意識を取り戻し、モクバ救出と自社防衛のために島を訪れる。
王国編のデュエルは、「上級モンスターカード召喚に生け贄（現在はリリースに改称）が不要、ライフポイント2000、ダイレクト・アタック不可」といった、バトルシティ編以降のルールとは違うルールである。また、ソリッドビジョンシステムはテーブル型で、この王国編ではのちの次世代決闘盤（デュエルディスク）の雛型である投げる決闘盤も登場する。

### D・D・D編
- 第16巻（遊闘134） - 第17巻（遊闘145）

「決闘者の王国」での闘いから数日。遊戯たちの住む童実野町に最新ゲーム店「ブラック・クラウン」がオープンする。店オリジナルの新作ゲーム「D・D・D（ドラゴン・ダイス&ダンジョンズ）」を購入しようとブラック・クラウンに赴いた遊戯は、店主のMr.クラウンの罠で千年パズルを奪われ、店内に閉じ込められてしまう。双六に強い恨みを持つMr.クラウンはその恨みを晴らすため、D・D・Dの創造主である息子御伽 龍児と遊戯を対戦させる。千年パズルを奪われた遊戯は、パズルと闇遊戯を取り戻すために自分一人の力で戦いに臨む。

### バトルシティ編
- 第17巻（遊闘146） - 第31巻（遊闘277・遊闘第278話）

海馬は童実野美術館にてエジプト考古局長官のイシズ・イシュタールと出会う。彼女は、海馬に「3枚の神のカード」にまつわる伝説と、その神のカードの内2枚がレアカード偽造・強奪集団「グールズ」によって奪われたことを聞かせ、残された1枚である「オベリスクの巨神兵」を託すとともに、奪われた神のカードの奪還を依頼。海馬は依頼を承諾し、カード奪還のためにアンティルールを適用したデュエル大会「バトルシティ」の開催を宣言する。時を同じくして、杏子とのデートで童実野美術館を訪れた闇遊戯はエジプトで出土した5枚の大きな石版を目の当たりにする。そこに刻まれていた、まさしく彼自身の姿を模した彫刻に闇遊戯は驚き、自らの失われた記憶を取り戻す鍵が神のカードにあると推測する。
一方、グールズ側もバトルシティに向けて動き出す。バトルシティ開催前夜、城之内は自分の切り札である「真紅眼の黒竜」をグールズのレア・ハンターに奪われる。翌日に真紅眼は闇遊戯の手で奪還されるが、この一件で己の未熟さを思い知らされた城之内は真紅眼を闇遊戯に預けてバトルシティを戦い、自分が真の決闘者になったその時に真紅眼を受け取り、改めて闇遊戯とデュエルすることを誓う。また、「オシリスの天空竜」と「ラーの翼神竜」、千年アイテムの1つ「千年ロッド」の所持者であるグールズの総帥マリクも童実野町を訪れ、海馬の持つオベリスクとその他のレアカード、さらには闇遊戯の命を狙って部下とともに活動を開始する。遊戯、城之内、海馬、マリクは決勝トーナメントに勝ち上がるが、そこには奇しくも千年アイテムと、そしてそれに少なからぬ因縁を持つ者たちが集まっていた。だが、大会がいよいよ終幕に近づいたとき、マリクに宿っていた邪悪な人格が目覚めたことで事態は急変する。

### 王（ファラオ）の記憶編
- 第32巻（遊闘279） - 第38巻（遊闘342・遊闘最終343話）

バトルシティ大会を制した闇遊戯は、3枚の神のカードを手に入れる。神のカードを童実野美術館の石版の前にかざした瞬間、闇遊戯は古代エジプトの王宮の王座に身を置いていた。闇遊戯は、千年アイテムを身に付けた側近や六人の神官から「王（ファラオ）」と呼ばれるが、自身の真の名は分からずじまいとなる。その直後、沢山の金銀財宝を抱える盗賊王バクラが王宮に侵入する。神官らとバクラは互いに魔物や精霊を召喚して「ディアハ」と呼ばれる戦闘を行うが、その姿はまさしく現代のM&Wそのものであった。盗賊王の強力な精霊に次第に神官団は圧倒されはじめ、闇遊戯は神を率いて盗賊王に戦いを挑む。
一方、美術館に残された遊戯たちは闇遊戯の本当の名と記憶を明らかにすべく、闇遊戯（ファラオ）の記憶の世界へ入り込み、やがて王の真の名が封印されている王家の谷に向かう。しかし、その奥には千年リングに宿っていたはずのバクラが立ちはだかり、遊戯にM&Wでの戦いを挑む。両者の戦いが激化していく中、彼らはファラオの真の名「アテム」を探り当てる。
原作初期の学園編や、獏良が初登場したモンスターワールド編を布石とした本編のクライマックスである。物語上の様々な謎や伏線はほぼこの章で明らかとなる。作者は当初、王に過去に起こった実際の出来事を描こうと思っていたが、それでは遊戯たちが登場しないため、千年パズルが再現する史実とは異なる世界になったと文庫本第19巻のインタビューで語っている。

#### 闘いの儀
すべての記憶を取り戻したアテム。1か月後、アテムを冥界に帰すため、イシュタール家の誘いでエジプトを訪れた遊戯たちは、マリクから「闘いの儀」について聞かされる。誰かがアテムとデュエルを行い、魂を安らかに眠らせる必要があるという。その戦いは遊戯が自らの意思で受けることとなる。ルクソールの王家の神殿で、遊戯とアテムの最後のデュエルが開始される。仲間たちに見守られるなか、二人はお互いに一歩も引かず、一デュエリストとして真剣勝負を繰り広げる。
闘いの儀は、展開が省略されずに描かれたデュエルの中では、最初の遊戯vs海馬戦の次に短いデュエルとなっている。これは、作者が連載終盤に吐血するなどの体調不良に見舞われたため、予定より連載終了時期を早めたためである。アニメでは原作をもとに大幅な肉付けがなされ、アテムがラーを操るシーンも描かれている。

## 登場キャラクター

### モンスターカード
M&Wのデュエルにおいて特に登場頻度の高いモンスターカードを挙げる。
ブラック・マジシャン
武藤遊戯（特に闇遊戯）が最も信頼するエースカード。魔法カードとのコンボで相手プレイヤーの強力カードを粉砕することが多い。弟子に「ブラック・マジシャン・ガール」がいる。
青眼の白龍（ブルーアイズ・ホワイト・ドラゴン）
海馬瀬人が愛用するエースカード。作中では「あまりの強さに世界で4枚しか生産されていない」とされる。
真紅眼の黒竜（レッドアイズ・ブラック・ドラゴン）
城之内克也が愛用するエースカード。元々はダイナソー竜崎が所有していたカードで、決闘者の王国で竜崎から勝ち取った。

## 千年アイテム
本作において重要な鍵を握るアイテム。1つ1つ異なる不思議な力を持つ。すべての千年アイテムは黄金でできており、千年錠を除く全てにウジャト眼の紋章が付けられている。所持者は、闇のゲームを仕掛け敗者にさまざまな罰ゲームを与えることができる。しかし誰でも使いこなせるわけではなく、千年アイテムはそれ自体が所持しようとする者の魂を試し、所有するに値しない者と判断された場合は体の内から魂を焼かれる。古代においては「千年宝物」と表記され、人間の心に宿る魔物や精霊を呼び出し、操るための力として使われた。
数千年前、隣国の大軍隊により国が滅亡の危機に扮した際、時の神官アクナディンが、王アクナムカノンにも秘密裏に盗賊の村、クル・エルナ村の住民を冥府への生贄として黄金と一緒に溶かして製作したアイテムで、のちに個々の能力を生かし、罪人を裁いたり、国の危機を事前に予見するために使われるようになるが、本来は冥界の石版へアイテムを収めた人間の「闇」を冥府との契約により実体化するための触媒でもあった。
かつては一箇所にまとめられていたが、現在ではさまざまな経緯を経て世界中に散っている。しかし、千年アイテムはそれぞれがパズルのパーツのようなもので、時が来れば互いに引き合い「王の記憶の石版」に集まるとされている。
M&Wにおける「神のカード」を使用する際にも必要であり、マリクが言うには千年アイテムにかかわりを持つものしか神のカードを操れないとのことだが、詳細については最後まで明かされていない。
作中に登場するのは7つであるが、カードゲーム等の他の媒体では例外が存在する。
千年パズル/千年錘（せんねんパズル/せんねんすい）
初出：学園編
所有者 - 現代：武藤遊戯/王の記憶編：アテム（古代エジプト第18王朝ファラオ）
誰も解いたことのないパズル。多くのピースを組み合わせる立体型のパズルで、完成すると四角錐（ピラミッド）を逆さにした形になる。本作の主人公である武藤遊戯がこのパズルを解き完成させたことから全ての物語は始まる。この千年パズルが収納されている箱には「我を束ねし者、闇の知恵と力を与えん」という言葉が刻まれている。
内部にはかつて古代エジプトで起きた戦いの末に相討ちとなった古代のファラオ（アテム）の魂と闇の大神官の魂（アニメでは、ゾークの魂）が封じ込められている。封じ込められた魂の記憶を映し出す投影機としての能力を備えており、古代編の物語は千年パズルがバクラの闇RPG（ダーク・ロールプレイング・ゲーム）のフィールドに投影したもの。
他のアイテムと比べてこれといって特異な能力は存在せず、完成させたものには結束の力が宿るとのことだが、最後まで具体的に描かれていない。
千年秤（せんねんばかり）
初出：学園編
所有者 - 現代：シャーディー/王の記憶編：神官カリム
裁かれし者の目の前にかざすことで、罪の重さを量る天秤。秤が傾きの有無や大きさで対象の邪念の大きさを計ることができる。初期の学園編でシャーディーがこれを用い、童実野美術館館長の金倉を裁く。
古代においては罪人を裁くための他、2体以上の魔物を融合させるための力としても使われた。
千年錠（せんねんじょう）
初出：学園編
所有者 - 現代：シャーディー/王の記憶編：神官シャダ
人の心の部屋を覗き、また中に入りこむ力を持つアンク型の鍵。心の部屋を見ることによってその者のすべてが分かり、また心の部屋を模様替えして人を操ることもできる。操られた者は、千年錠に触れることによって開放される。千年錫杖、千年眼を併せ持ったような能力を持つが、こちらは前述の通り相手の心の中に一度入り込まなければならない。原作初期の学園編でシャーディーはこれを使用し、遊戯、闇遊戯、杏子、吉森教授などの心の部屋に入り込む。
古代においては、人の心に魔物が宿っているかを見極めるために使われていた。
千年輪（せんねんリング）
初出：学園編
所有者 - 現代：獏良了/王の記憶編：神官マハード
輪の内側にピラミッドを模した様な三角形、外側に円錐状の指針が5本付いたペンダント。形ある物に、人間の心や念を封じ込める能力を持つ。また、指針によって方位磁針のように邪念を感知する能力を持つ（現代では他の千年アイテムの感知能力として使われる）。
内部にはかつて古代エジプトで起きた戦いの際に、闇の大神官の片割れ・魂の一部である「バクラ」の魂（アニメではゾークの本体）が封じられており、たびたび宿主の獏良了は人格を乗っ取られる。その際には、千年輪の指針が胸に食い込むなどの場面が見られる。 宿る意思が邪悪かつ活動的であるため、作中で頻繁に所有者の獏良了から他人の手に渡る。
古代では、その邪念感知の力が王墓の防衛のために使われていた。
千年眼（せんねんがん、ミレニアムアイ）
初出：決闘者の王国編
所有者 - 現代：ペガサス・J・クロフォード/王の記憶編：神官アクナディン
人の思考や心の内を読み取る能力を持つ義眼。所有者のペガサスはこの力を「マインド・スキャン」と呼び、デュエルにおいては優勢に立てる。
所有者となるには自身の眼球を抉り出しその場所に千年眼を埋め込まなければならず、資格を有する者であってもかなりの苦痛を要するが、所有に成功した場合は願い事を1つだけ叶えるという。
古代では罪人の魔物を暴き出し、抽出して実体化させるために使われた。
千年首飾り（せんねんタウク）
初出：バトルシティ編
所有者 - 現代：イシズ・イシュタール/王の記憶編：神官アイシス
近未来を映像として視（み）る（視せる）能力を持つ、チョーカー型の首飾り。視た未来は断片的にしか見ることができない代わりに絶対のものであったが、バトルシップでの海馬とのデュエル後、予知した未来が覆されたことで未来を予知する力が失われる。しかし、マリクとのデュエルで瀕死の状態に陥った城之内を目の当たりにして闘う意思をなくした闇遊戯に、理由は不明だが一時的に未来の映像を視せた。また、アニメ版ではイシズはこの能力を用いて海馬に古代エジプト（過去）の映像を視せた。
千年錫杖（せんねんロッド、ミレニアム・ロッド、せんねんしゃくじょう）
初出：バトルシティ編
所有者 - 現代：マリク・イシュタール/王の記憶編：神官セト
人の心に自分の意思を植え付け、記憶を支配して精神と肉体を操る能力を持つ杖。ただし、洗脳するには杖で対象に触れる必要がある。杖の部分のカバーを外すと鋭い刃物のようになっており、千年アイテムの中で唯一純粋な武器として使用することも可能。また、他者と心を通じて完全な意思疎通を図ることもでき、リシドをはじめグールズの部下たちとは心を通じて会話を可能にしている。演出ではあるが眼の刻印からは光線が発射される。これは千年眼も同様。
なお、現代での所持者であるマリクは武藤遊戯、獏良了同様に闇の人格を有するが、他の2人と違いマリクの闇人格は幼少期の過酷な経験から生み出された二重人格であり、千年錫杖に宿ったものではない。千年錫杖は所有者に古代神官文字の解読を可能とさせる啓示を与えるが、マリクの主人格には真の啓示は与えられていなかった。
古代では、人の心から実体化した魔物を封印の石版に封じ込めるために使われていた。
バトルシティの戦いを通じて、闇人格のマリクは神官セトの記憶が封じられているのではと推測するが、最後までそのことが明かされていない。
その他
千年魔術書（せんねんまじゅつしょ）
7つの秘宝（千年アイテム）の精製法である、99人の人間を生贄に卑金属を神秘の力を持った黄金の宝物に変える「闇の錬金術」が記された禁断の魔術書。
内容の呪文は100年以上解読されていなかったが、若き日のアクナディンにより解読され、千年アイテムが生み出された。
千年の盾（せんねんのたて）
カードゲームの『デュエルモンスターズ』にて登場した千年アイテム。
初期テキストでは千年アイテムの一つと明言されていたが、その後テキストからは千年アイテムという単語は削除され、「古代エジプト王家より伝わるといわれている伝説の盾」に変更された。
千年原人（せんねんげんじん）
カードゲームの『デュエルモンスターズ』にて登場した千年アイテムを所持する原人。
しかしながらイラストに描かれている千年アイテムは、槍や斧など作中には登場しないオリジナルのものとなっている。

## 作中に登場するゲーム
何かにつけてカードゲームに注目が行きがちな『遊☆戯☆王』だが、作中にはその他にもオリジナルゲームが数多く登場する。
マジック&ウィザーズ（デュエルモンスターズ）
初登場は第2巻。プレイヤーは魔法使いという設定で手持ちのカードを用いて相手のライフポイントを奪い合うトレーディングカードゲーム。アニメでは「デュエルモンスターズ」という名称に変更されている。
詳しくは「#マジック&ウィザーズ」、「遊☆戯☆王オフィシャルカードゲーム」を参照。
カプセル・モンスター・チェス
初登場3巻。通称カプモン。チェスに似たゲーム。コマにカバーが付いていて、対戦するまで中のモンスターが解らないというもの。のちにPlayStation、ゲームボーイカラー、PlayStation 2でコンピュータゲーム版も発売された。
バンダイからは1999年にガシャポンにて同名の商品が発売されているが、原作と異なり収録されているコマは「マジック&ウィザーズ」のモンスターからの流用であった。
米国オリジナルアニメシリーズ『遊戯王ALEX』ではこのカプモンをモチーフにしたゲームが登場し、マテル社からコマも発売された。
デジタル・ペット君
第3巻で登場。たまごっちのようなキーホルダーゲームで、液晶内のペットを育成できるほか、ゲーム機同士を連結させてデータを交換することが可能。
Virtual VS
第4巻で登場。ゲームセンターに設置されている対戦型格闘ゲーム。遊戯はこのゲームでは「ブルース・龍」というキャラクターを愛用している。
シューティング・スターダスト
第4巻で登場。海馬ランドの「DEATH T-1」に使用されたアトラクション。プレイヤーはサイバーベストを着込み、光線銃によってベストの照準にヒットさせて勝敗を競うQ-ZAR風ゲーム。
モンスターファイター
第6巻で登場。取っ手の付いたモンスターの人形を、対戦相手の人形と連結して戦うゲーム。
龍札（ドラゴン・カード）
第6巻で登場。中国古来から伝わる5属性の龍が描かれた「龍札」を出し合うカードゲーム。アニメ版では「ドラゴン・ブロック」と呼ばれる類似ゲームに変更されている。
モンスターワールド
初登場は第6巻。盤上の駒を用いて冒険を行うテーブルトークRPG(TRPG)。闇の支配者（ダークマスター）側1名と冒険者側数名にプレイヤーを分け、冒険者側が闇の支配者を倒すことを目的にフィールド上の駒を進めていく。舞台となる山・村・城などの盤をつなぎ合わせ、フィールドを拡張できるのが特徴。
DDD（ドラゴン・ダイス&ダンジョンズ）
初登場は第16巻。中にモンスターが収められた、開閉して展開する特殊なサイコロを使用して進める、ボードゲームとTRPGの掛け合わせのようなゲーム。アニメ版では「ダンジョンダイスモンスターズ」(DDM)という名称に変更されている。実在する「ドラゴンダイス」と呼ばれるドラゴン柄のサイコロやTRPG「ダンジョンズ&ドラゴンズ」(D&D)を意識して作られたもの。
コナミから『遊☆戯☆王ダンジョンダイスモンスターズ』として、劇中に登場したものにアレンジを加えて商品化したもの（ゲームボードとコマ、ダイスのセットキット）が発売されたほか、後にゲームボーイアドバンスでコンピュータゲーム版も発売された。製品版のモンスターは、ほとんどがカードゲームのモンスターの流用である。逆にこのDDDに登場する「速攻の黒い忍者」がOCG化され、「ゴッドオーガス」もアニメ版でカードとして登場、後にOCG化している。

## 書誌情報

### 単行本
- 高橋和希 『遊☆戯☆王』 集英社〈ジャンプ・コミックス〉、全38巻
  1. 「神のパズル」1997年3月9日第1刷発行、ISBN 4-08-872311-2
  2. 「牙を持つカード」1997年5月6日第1刷発行、ISBN 4-08-872312-0
  3. 「カプセル・モンスター・チェス！」1997年7月9日第1刷発行、ISBN 4-08-872313-9
  4. 「計画始動!!」1997年9月9日第1刷発行、ISBN 4-08-872314-7
  5. 「青眼の恐怖!!」1997年11月9日第1刷発行、ISBN 4-08-872315-5
  6. 「モンスターファイト!!」1998年1月14日第1刷発行、ISBN 4-08-872505-0
  7. 「千年の敵」1998年3月9日第1刷発行、ISBN 4-08-872530-1
  8. 「決闘開始!!」1998年5月6日第1刷発行、ISBN 4-08-872567-0
  9. 「伝説の竜!!」1998年8月9日第1刷発行、ISBN 4-08-872591-3
  10. 「王国に嵐吹く!!」1998年10月7日第1刷発行、ISBN 4-08-872616-2
  11. 「終わらない決闘」1999年1月13日第1刷発行、ISBN 4-08-872661-8
  12. 「苛酷な決闘」1999年3月9日第1刷発行、ISBN 4-08-872687-1
  13. 「王者の恐怖!!」1999年5月5日第1刷発行、ISBN 4-08-872715-0
  14. 「勝利への賭け!!」1999年7月7日第1刷発行、ISBN 4-08-872733-9
  15. 「心の闘い!!」1999年10月9日第1刷発行、ISBN 4-08-872772-X
  16. 「D・D・D!!」1999年12月27日第1刷発行、ISBN 4-08-872807-6
  17. 「失われしカード」2000年3月8日第1刷発行、ISBN 4-08-872835-1
  18. 「千年の闘い!!」2000年5月3日第1刷発行、ISBN 4-08-872860-2
  19. 「魔術戦!!」2000年7月9日第1刷発行、ISBN 4-08-872884-X
  20. 「迫りくる神!!」2000年9月9日第1刷発行、ISBN 4-08-873008-9
  21. 「本当の結束!!」2000年11月7日第1刷発行、ISBN 4-08-873035-6
  22. 「もう1人の決意」2000年12月27日第1刷発行、ISBN 4-08-873060-7
  23. 「友情に向けて撃て!!」2001年4月9日第1刷発行、ISBN 4-08-873099-2
  24. 「1ターンの死闘!!」2001年6月9日第1刷発行、ISBN 4-08-873123-9
  25. 「折れない決闘者」2001年9月9日第1刷発行、ISBN 4-08-873157-3
  26. 「「神」が選びし者」2001年11月7日第1刷発行、ISBN 4-08-873182-4
  27. 「決戦の陽は昇る!!」2002年3月9日第1刷発行、ISBN 4-08-873231-6
  28. 「未来への光!!」2002年5月6日第1刷発行、ISBN 4-08-873257-X
  29. 「神VS神!!」2002年8月7日第1刷発行、ISBN 4-08-873297-9
  30. 「不死なる神!!」2002年10月9日第1刷発行、ISBN 4-08-873330-4
  31. 「それぞれの旅立ち!!」2002年12月9日第1刷発行、ISBN 4-08-873347-9
  32. 「千年の秘宝!!」2003年3月9日第1刷発行、ISBN 4-08-873390-8
  33. 「古の決闘」2003年5月6日第1刷発行、ISBN 4-08-873419-X
  34. 「闇の支配者!!」2003年8月9日第1刷発行、ISBN 4-08-873492-0
  35. 「死霊の村!!」2003年11月9日第1刷発行、ISBN 4-08-873522-6
  36. 「大邪神降臨!!」2004年2月9日第1刷発行、ISBN 4-08-873560-9
  37. 「王の名のもとに!!」2004年5月5日第1刷発行、ISBN 4-08-873592-7
  38. 「遊戯 王」2004年6月9日第1刷発行、ISBN 4-08-873626-5

### 文庫版
- 高橋和希 『遊☆戯☆王』 集英社〈集英社コミック文庫〉、全22巻
  1. 2007年4月18日発売[11]、ISBN 978-4-08-618574-5
  2. 2007年4月18日発売[12]、ISBN 978-4-08-618575-2
  3. 2007年6月15日発売[13]、ISBN 978-4-08-618576-9
  4. 2007年6月15日発売[14]、ISBN 978-4-08-618577-6
  5. 2007年7月18日発売[15]、ISBN 978-4-08-618578-3
  6. 2007年7月18日発売[16]、ISBN 978-4-08-618579-0
  7. 2007年8月10日発売[17]、ISBN 978-4-08-618580-6
  8. 2007年8月10日発売[18]、ISBN 978-4-08-618581-3
  9. 2007年9月14日発売[19]、ISBN 978-4-08-618582-0
  10. 2007年9月14日発売[20]、ISBN 978-4-08-618583-7
  11. 2007年10月18日発売[21]、ISBN 978-4-08-618584-4
  12. 2007年10月18日発売[22]、ISBN 978-4-08-618585-1
  13. 2007年11月16日発売[23]、ISBN 978-4-08-618586-8
  14. 2007年11月16日発売[24]、ISBN 978-4-08-618587-5
  15. 2007年12月13日発売[25]、ISBN 978-4-08-618588-2
  16. 2007年12月13日発売[26]、ISBN 978-4-08-618589-9
  17. 2008年1月18日発売[27]、ISBN 978-4-08-618590-5
  18. 2008年1月18日発売[28]、ISBN 978-4-08-618591-2
  19. 2008年2月15日発売[29]、ISBN 978-4-08-618592-9
  20. 2008年2月15日発売[30]、ISBN 978-4-08-618593-6
  21. 2008年3月18日発売[31]、ISBN 978-4-08-618594-3
  22. 2008年3月18日発売[32]、ISBN 978-4-08-618595-0

### 小説
- 千葉克彦 『遊☆戯☆王』 集英社〈ジャンプ ジェイ ブックス〉、1999年9月3日発売、ISBN 4-08-703086-5
  - 原作第1話、および遊戯対海馬の初戦、DEATH-T編のノベライズ。さらに書き下ろしでDEATH-T編の後日譚が語られている。
- 武上純希（著） / 彦久保雅博（デュエル構成） 『遊☆戯☆王デュエルモンスターズ 光のピラミッド』 集英社〈ジャンプ ジェイ ブックス〉、2004年12月15日発売、ISBN 4-08-703145-4
  - 劇場版アニメ『遊☆戯☆王デュエルモンスターズ 光のピラミッド』のノベライズ。

### ガイドブック
- 『遊☆戯☆王 キャラクターズガイドブック -真理の福音-』2002年11月1日発行、ISBN 4-08-873363-0
- 『遊☆戯☆王 キャラクターズガイドブック 千年の書』2015年7月17日発行、ISBN 978-4-08-779722-0

### 画集
- 『DUEL ART 高橋和希 遊☆戯☆王イラスト集』2011年12月16日発行、ISBN 978-4-08-782398-1

## 派生漫画作品
『週刊少年ジャンプ』での連載終了後には、以下の派生作品が発表されている。
『遊☆戯☆王R』（2004年 - 2007年、単行本全5巻）
掲載誌：Vジャンプ（2004年6月号 - 2008年2月号）
原案・監修：高橋和希、漫画：伊藤彰、協力：ブレインナビ
原作のバトルシティ編直後を描いたアナザーストーリー。作者の伊藤は本作を「天馬動乱編」と称している。
『遊☆戯☆王GX』（2005年 - 2011年、2014年、単行本全9巻）
掲載誌：Vジャンプ（2006年2月号 - 2011年5月号、2014年8月号）
原案・監修：高橋和希、漫画：影山なおゆき、協力：ブレインナビ
アニメ『遊☆戯☆王デュエルモンスターズGX』のコミカライズ版。キャラクターの性格や生い立ちなど細かい設定がアニメ版と異なる別作品。
直接的な描写はないが、原作との関連をほのめかす演出がある。
『Vジャンプ』2014年8月号に特別読み切りが掲載された。
『遊☆戯☆王5D's』（2009年 - 2015年、単行本全9巻）
掲載誌：Vジャンプ（2009年10月号 - 2015年3月号、2015年7月号）
ストーリー：彦久保雅博、漫画：佐藤雅史、協力：スタジオ・ダイス
アニメ『遊☆戯☆王5D's』のコミカライズ版。『GX』同様キャラクターの性格や世界設定がアニメ版と大きく異なっており、完全なる別作品である。
直接的な描写はないが、原作との関連をほのめかす演出がある。
『遊☆戯☆王ZEXAL』（2010年 - 2015年、単行本全9巻）
掲載誌：Vジャンプ（2011年2月号 - 2015年8月号）
原案・監修：高橋和希/スタジオ・ダイス、ストーリー：吉田伸、漫画：三好直人
アニメ『遊☆戯☆王ZEXAL』のコミカライズ版。連載がアニメより若干先に開始したこともあり、途中まではアニメ版と同じストーリーであったが、物語が進むにつれキャラクターや世界設定の差異が徐々に大きくなっている。
原作や他作品とのストーリー上の関連性は明言されていない。
『遊☆戯☆王 Dチーム・ゼアル』（2012年 - 2014年、未単行本化）
掲載誌：最強ジャンプ（2012年5月号 - 2014年5月号）
原案・監修：高橋和希、漫画：友永晃浩、協力：ウェッジホールディングス
アニメ『遊☆戯☆王ZEXAL』のコミカライズ版。上記の『Vジャンプ』連載版『遊☆戯☆王ZEXAL』と関連性はない。デフォルメが施されたキャラクターデザインが特徴。
『遊☆戯☆王ARC-V』（2014年、2015年 - 2019年、単行本全7巻）
掲載誌：Vジャンプ（2014年7月号、2015年10月号 - 2019年6月号）
原作：高橋和希 スタジオ・ダイス、ストーリー：吉田伸、マンガ：三好直人、デュエル構成：彦久保雅博
アニメ『遊☆戯☆王ARC-V』のコミカライズ版。『Vジャンプ』2014年7月号に特別読み切りが掲載されたのち、『Vジャンプ』2015年10月号より連載開始。
『GX』『5D's』『ZEXAL』のコミカライズ作品同様、ストーリー設定はアニメ版と繋がっておらず漫画版独自のものとなっている。
原作や他作品とのストーリー上の関連性は明言されていない。
『遊☆戯☆王ARC-V 最強デュエリスト遊矢!!』（2015年 - 2017年、単行本全2巻）
掲載誌：最強ジャンプ（2015年5月号 - 2017年9月号）
漫画：友永晃浩、協力：スタジオ・ダイス
アニメ『遊☆戯☆王ARC-V』のコミカライズ版。上記の『Vジャンプ』連載版『遊☆戯☆王ARC-V』と関連性はない。『遊☆戯☆王 Dチーム・ゼアル』同様、デフォルメデザインが施されたキャラクターが特徴。
『ぬるりんカリスマ! GO!GO!ゴキボール!!』（2017年 - 2020年、未単行本化）
掲載誌：最強ジャンプ（2018年1月号 - 2020年5月号）
マンガ：友永晃浩
ゴキボール川島などの『遊☆戯☆王オフィシャルカードゲーム』のカリスマが登場する漫画。
『遊☆戯☆王OCGストラクチャーズ』（2019年 - 連載中、単行本既刊10巻）
掲載誌：Vジャンプ（2019年8月号 - ）
マンガ：佐藤雅史、デュエル構成：ウェッジホールディングス
『遊☆戯☆王オフィシャルカードゲーム』を扱うオリジナル作品。主人公は遊佐尚磨（ゆさ しょうま）。
『遊☆戯☆王RUSH DUEL やろうぜ! ラッシュデュエル!!』（2020年）
掲載誌：最強ジャンプ（2020年5月号）
マンガ：佐藤雅史
『遊☆戯☆王ラッシュデュエル』を扱う読切作品。テレビアニメ『遊☆戯☆王SEVENS』のキャラクターが登場する。遊☆戯☆王ラッシュデュエル公式サイトに全編掲載されているほか、『遊☆戯☆王OCGストラクチャーズ』単行本第5巻にも収録された。
『GO!GO!ゴキボール・G』（2020年、未単行本化）
掲載誌：最強ジャンプ（2020年7月号 - 2021年1月号）
マンガ：友永晃浩
『ぬるりんカリスマ! GO!GO!ゴキボール!!』の続編。
『遊☆戯☆王SEVENS ボクの発明学園』（2020年 - 2022年、単行本全1巻）
掲載誌：最強ジャンプ（2020年9月号 - 2022年4月号）
マンガ：佐々木恵
デフォルメデザインが施されたテレビアニメ『遊☆戯☆王SEVENS』の登場人物やモンスターが登場する学園を舞台とした作品。
『遊☆戯☆王SEVENS ルーク!爆裂覇道伝!!』（2020年 - 2022年、単行本全3巻）
掲載誌：Vジャンプ（2020年11月号 - 2022年5月号）
ストーリー：彦久保雅博、マンガ：杉江翼
テレビアニメ『遊☆戯☆王SEVENS』の登場人物である上城 龍久（ルーク）を主役に据えたコミカライズ版。
『遊☆戯☆王ラッシュデュエルLP』（2021年 - 2022年、単行本全2巻）
掲載誌：最強ジャンプ（2021年9月号 - 2022年9月号）
マンガ：友永晃浩、デュエル構成：ウェッジホールディングス
『遊☆戯☆王ラッシュデュエル』を扱うオリジナル作品。主人公は遊部太陽（あそべ たいよう）。最強ジャンプ2021年5月号に読み切りが掲載され、2021年9月号から連載が開始された。
『遊☆戯☆王ゴーラッシュ!!』（2022年 - 2023年、単行本既刊3巻）
掲載誌：最強ジャンプ（2022年5月号 -2023年12月号 ）
マンガ：杉田尚、デュエル構成：彦久保雅博
テレビアニメ『遊☆戯☆王ゴーラッシュ!!』のコミカライズ版。
『遊☆戯☆王OCG STORIES』（2022年 - 2023年、単行本全3巻）
掲載誌：Vジャンプ（2022年6月号 -2023年12月号 ）
ストーリー：吉田伸、マンガ：三好直人、企画協力：コナミデジタルエンタテインメント
『遊☆戯☆王オフィシャルカードゲーム』の背景ストーリーを漫画化した作品。テーマの1つである閃刀姫を新解釈として描いた漫画独自のオリジナルストーリー。
『遊☆戯☆王OCG STORIES マギストス編』（2024年 - 連載中、未単行本化）
　掲載誌：Vジャンプ（2024年3月号 - ）
ストーリー：吉田伸、マンガ：三好直人、企画協力：コナミデジタルエンタテインメント

## アニメ

### テレビアニメ
原作漫画『遊☆戯☆王』は2度アニメ化されている。1作目は1998年にテレビ朝日系で東映動画制作による『遊☆戯☆王』、2作目は2000年にテレビ東京系でASATSU-DK系列のNAS制作による『遊☆戯☆王デュエルモンスターズ』である。
最初のアニメ化作品である『遊☆戯☆王』は半年で放送終了となったが、1999年にコナミより発売された『遊☆戯☆王オフィシャルカードゲーム デュエルモンスターズ』のヒットを受け、1作目の放送終了からわずか一年半という期間で『遊☆戯☆王デュエルモンスターズ』として再びアニメ化されることとなった。この2作品は制作会社、放送局、担当声優などが異なっており、まったく関連のない別作品として扱われている。

#### テレビ朝日版（東映版）
『遊☆戯☆王』
1998年4月4日から10月10日までテレビ朝日系（フルネット局）で放送。全27話。制作/アニメーション制作は東映動画（放送期間中に東映アニメーションに商号変更）。
原作第1巻学園編遊闘1から第7巻TRPG編遊闘59までのアニメ化作品。のちのテレビ東京系列で放送された作品群とはまったく関連性をもたない。

#### テレビ東京版
『遊☆戯☆王デュエルモンスターズ』
2000年4月18日から2004年9月29日までテレビ東京系で放送。全224話。NAS制作、アニメーション制作はぎゃろっぷ。
原作第7巻遊闘60から始まる決闘者の王国編から、最終第38巻・遊闘342および遊闘最終話までのアニメ化作品。王国編より前のエピソードは省かれているが、物語上重要なもののみ要所で挿入され補完されている。

##### 後続作品
原作部分完結以降（2作目『遊☆戯☆王デュエルモンスターズ』完結以降）、主人公や設定を一新したアニメオリジナル作品が制作・放送され続けている。『GX』から『VRAINS』までは『デュエルモンスターズ』と同じくNAS制作、アニメーション制作はぎゃろっぷ。『GX』・『5D's』については『デュエルモンスターズ』の世界を引き継いでいる。
『遊☆戯☆王デュエルモンスターズGX』
2004年10月6日から2008年3月26日までテレビ東京系で放送。全180話。
『遊☆戯☆王デュエルモンスターズ』の世界観を継承した作品。本作以降は全てアニメオリジナル展開作品。
『遊☆戯☆王5D's』
2008年4月2日から2011年3月30日までテレビ東京系で放送。全154話。
『遊☆戯☆王デュエルモンスターズ』の数十年後を舞台とした作品。
この作品よりハイビジョン制作(地上デジタル放送のみ、アナログ放送はレターボックス放送)を実施。
『遊☆戯☆王ZEXAL』
2011年4月11日から2012年9月24日までテレビ東京系で放送。全73話 + 番外編1話。
『遊☆戯☆王デュエルモンスターズGX』や『遊☆戯☆王5D's』と異なり過去作品とのストーリー上の関連性は明言されていない。
『遊☆戯☆王ZEXAL II』
2012年10月7日から2014年3月23日までテレビ東京系で放送。全73話。
『遊☆戯☆王ZEXAL』の続編。話数は『ZEXAL』から継続されている。
『遊☆戯☆王ARC-V』
2014年4月6日から2017年3月26日までテレビ東京系で放送。全148話。
過去作品とのストーリー上の関連性は明言されていない。過去作品の『GX』から明日香やエド、『5D's』からジャックやクロウ、『ZEXAL』および『ZEXAL II』からカイトなどのキャラクターが登場するが、それぞれの作品と同一人物ではなく、パラレルワールド設定となっている。
『遊☆戯☆王VRAINS』
2017年5月10日から2019年9月25日までテレビ東京系で放送。全120話。
過去作品とのストーリー上の関連性は明言されていない。
『遊☆戯☆王SEVENS』
2020年4月4日から2022年3月27日までテレビ東京系で放送。全92話。
テレビ東京系アニメシリーズ20周年記念作品。本作より製作委員会方式となり、アニメーション制作はブリッジが担当する。
『遊☆戯☆王ゴーラッシュ!!』
2022年4月3日から2025年3月30日までテレビ東京系で放送。全151話。
基本設定や世界観は前作『SEVENS』を一部引き継いでいる。

#### 日本国外作品
『遊☆戯☆王ALEX』 (Yu-Gi-Oh! Capsule Monsters)
2006年にアメリカの4キッズエンタテインメントが制作したミニシリーズ。日本未放映。『遊☆戯☆王カプセルモンスターズ』とも呼ばれる。全12話。『遊☆戯☆王デュエルモンスターズ』の番外編。

### 劇場用アニメ
1999年に初の劇場版作品『遊☆戯☆王』が公開。2004年には全米公開用に制作されたオリジナル長編映画『Yu-Gi-Oh! The Movie』（邦題：『遊☆戯☆王デュエルモンスターズ 光のピラミッド』）が公開。さらに、2010年にはテレビ東京系アニメシリーズの10周年を迎えたことを記念して、歴代主人公の武藤遊戯（遊☆戯☆王デュエルモンスターズ）、遊城十代（遊☆戯☆王デュエルモンスターズGX）、不動遊星（遊☆戯☆王5D's）の3人が共演する『10thアニバーサリー 劇場版 遊☆戯☆王 〜超融合!時空を越えた絆〜』が2010年1月23日より全国のワーナー・マイカル・シネマズ、TOHOシネマズ、ティ・ジョイ、ユナイテッドシネマの3Dシアターにて公開された。
『遊☆戯☆王』
1999年、「'99春東映アニメフェア」の1つとして公開。
『遊☆戯☆王デュエルモンスターズ 光のピラミッド』
2004年に全米で公開。日本では劇場公開はされなかったが、上映イベントが行われた。
『10thアニバーサリー 劇場版 遊☆戯☆王 〜超融合!時空を越えた絆〜』
2010年1月23日公開の3D映画。また、2011年2月26日からアンコール上映された。
『遊☆戯☆王 THE DARK SIDE OF DIMENSIONS』
2016年4月23日より「遊☆戯☆王 20周年記念作品」として、完全新作のオリジナル長編劇場版アニメーション映画として公開。今回は当初から日本での公開を前提としており、原作漫画の続編になっている為、原作者である高橋が製作総指揮およびキャラクターデザインと脚本を担当する。主演は『遊☆戯☆王デュエルモンスターズ』以降のシリーズで武藤遊戯を演じた風間俊介と、同じく海馬瀬人を演じた津田健次郎。

## ラジオ
『遊☆戯☆王GO RADIO!!』
現行のアニメシリーズである遊☆戯☆王ゴーラッシュ!!を初めカードゲームなどの遊戯王関連コンテンツを中心にしたインターネットラジオ。パーソナリティはお笑いコンビ宮下草薙の宮下兼史鷹。文化放送「超!A＆G+」にて配信、2024年4月13日開始。YouTubeのあにてれちゃんねるでアーカイブ配信あり。